# Esfuerzo cortante

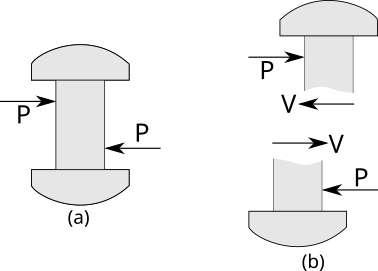
Esfuerzo cortante

El esfuerzo cortante, de corte, de cizalla o de cortadura es el esfuerzo interno o resultante de las tensiones paralelas a la sección transversal de un prisma mecánico como por ejemplo una viga o un pilar. Se designa variadamente como T, V o Q.
Este tipo de solicitación formado por tensiones paralelas está directamente asociado a la tensión cortante. Para una pieza prismática se relaciona con la tensión cortante mediante la relación:

(1){\displaystyle Q_{y}=\int _{\Sigma }\tau _{xy}\ dydz,\qquad Q_{z}=\int _{\Sigma }\tau _{xz}\ dydz,\qquad Q={\sqrt {Q_{y}^{2}+Q_{z}^{2}}}}

Para una viga recta para la que sea válida la teoría de Euler-Bernoulli se tiene la siguiente relación entre las componentes del esfuerzo cortante y el momento flector:

(2){\displaystyle Q_{y}=-{\frac {dM_{z}}{dx}},\qquad Q_{z}=+{\frac {dM_{y}}{dx}}}

## Introducción
No deben confundirse la noción de esfuerzo cortante de la de tensión cortante. Las componentes del esfuerzo cortante pueden obtenerse como las resultantes de las tensiones cortantes. Dada la fuerza resultante de las tensiones sobre una sección transversal de una pieza prismática, el esfuerzo cortante es la componente de dicha fuerza que es paralela a una sección transversal de la pieza prismática:

(3a){\displaystyle \mathbf {Q} =\mathbf {n} \times (\mathbf {F} _{R}\times \mathbf {n} ),\quad \mathbf {F} _{R}=\int _{\Sigma }\mathbf {t} \ dS}

donde:
{\displaystyle \mathbf {n} } es un vector unitario a la sección transversal.
{\displaystyle \mathbf {t} } es el campo vectorial de tensiones.
Obviamente dado que:

(3b){\displaystyle {\boldsymbol {\tau }}=\mathbf {n} \times (\mathbf {t} \times \mathbf {n} )=(0,\tau _{xy},\tau _{xz})}

Resulta que la ecuación (3a) es equivalente a (1).

## Diagrama de esfuerzos cortantes
El diagrama de esfuerzos cortantes de una pieza prismática es una función que representa la distribución de esfuerzos cortantes a lo largo del eje baricéntrico de la misma. Para una pieza prismática cuyo eje baricéntrico es un segmento recto los esfuerzos cortantes vienen dados por:

(4){\displaystyle Q_{y}(x)=\sum _{i=1}^{k\leq n}P_{i}+\int _{0}^{x}q(s)\ ds}

Donde la suma sobre i se extiende hasta k dado por la condición {\displaystyle x_{k}\leq x}, siendo {\displaystyle x_{i}} el punto de aplicación de la fuerza puntal {\displaystyle P_{i}}. La anterior función será continua si y solo si no existen fuerzas puntuales {\displaystyle P_{i}}, ya que en ese caso el sumatorio se anularía, y al ser una función continua a tramos {\displaystyle q(s)} su primitiva es una función continua. Si en la posición {\displaystyle x_{i}} existe una carga puntal {\displaystyle P_{i}} entonces:

(5){\displaystyle \lim _{x>x_{i}}Q_{y}(x)-\lim _{x<x_{i}}Q_{y}(x)=P_{i}}

Y por tanto el límite por la izquierda y por la derecha no coiniciden, por lo que la función no es continua. La expresión (4) puede escribirse en forma de integral única si se usa la función de generalizada delta de Dirac:

(6){\displaystyle Q_{y}(x)=\int _{0}^{x}{\bar {q}}(s)\ ds}

donde:
{\displaystyle {\bar {q}}(s)=q(s)+\sum _{i=1}^{n}P_{i}\delta (s-s_{i})}
{\displaystyle s_{i},}, punto de aplicación de la carga puntual {\displaystyle P_{i}}
El diagrama de momentos definido por (1) o por (2) resulta ser la derivada (en el sentido de las distribuciones) del diagrama de momentos flectores.